# Amager Lille Skole
Amager Lille Skole er en Lilleskole beliggende på Amager i København. Der er ca. 250 elever fordelt på 12 klassetrin. Skolen startede i oktober 1968 og både forældre, eleverne og lærerne var med til at bestemme, hvad skolen skulle gå ud på. Skolens nuværende bygninger overtog man i 1980'erne og er en tidligere lakridsfabrik.